# Caterina Albert
Caterina Albert (La Escala, 11 de septiembre de 1869-La Escala, 27 de enero de 1966), más conocida por el pseudónimo Víctor Català, fue una escritora española en catalán, conocida sobre todo por su novela Solitud (1905).
Escribió otra novela, Un filme, 3000 metres, y muchas recopilaciones de cuentos: Drames rurals (1902), Caires vius (1907), Contrallums (1930) o Jubileu (1951). También cultivó la poesía, el teatro, el cine, el deporte, la pintura o la danza.

## Biografía
Nació en 1869 en la casa solariega de la familia, en la calle Enric Serra, número 37 de La Escala. Era la hija mayor de Dolors Paradís Farrés y Lluís Albert Paradeda,ambos de linaje terrateniente y acomodado. Su padre, hijo de Verges,era abogado de profesión y político republicano y federal que lideró el fallido fuego de La Bisbal, tras el cual tuvo que exiliarse a Francia.De regreso, llegó a ser alcalde de la Escala y diputado provincial en diferentes legislaturas.La madre era la heredera de Can Botonada de l'Escala y escribía poesía.Sus hermanos pequeños fueron Francisco, Martín y Amelia. Creció entre la casa de alquiler de la calle de Valencia, 250, de Barcelona y la casa de L'Escala.
Se formó principalmente en casa de forma autodidacta y, por ello, recibió una fuerte influencia intelectual de su abuela materna (Caterina Farrés y Sureda) y de su madre. Según reconoce Albert en una carta, no cursó ningún tipo de estudio reglado «por ser la mayor» de los hermanos y por «no poder dejar solos a los menores, delicados de salud». Sin embargo, asistió brevemente a la escuela de la villa en 1873, a la edad de cuatro años, de la que, según relata en Mosaico (1946), no guardaba un buen recuerdo. También fue interna en un colegio de monjas de Gerona durante un año de su adolescencia, donde aprendió francés y piano.
Se suscribió a La Renaixença y colaboró en el Esquella de la Torratxa. En esta publicación de carácter satírico publicó sus primeros textos, poemas de temática amorosa, entre 1897 y 1900 bajo el pseudónimo de "Virgili d'Alacseal".
Se dio a conocer en el ámbito literario con su verdadero nombre de Caterina Albert en los Juegos Florales de Olot el 1898, donde la premiaron al mejor poema El llibre nou y un monólogo titulado La Infanticida. Este último causó escándalo por la temática y el tono con que estaba escrito, y el escándalo aumentó cuando el jurado supo que lo había escrito una mujer, por lo que desde entonces, firmó bajo el pseudónimo masculino de “Víctor Català”.Su seudónimo completo era Víctor Català i Montseny, aunque los dibujos, óleos, acuarelas y esculturas de su colección privada las firmó con su nombre propio de Caterina Albert.
Su éxito más grande se debió a la novela Solitud ("Soledad", 1905), encuadrada dentro del modernismo catalán y que ha pasado a ser un clásico de la literatura catalana moderna. En esta obra, un drama rural que logra conjugar naturalismo y poesía, Víctor Català refleja, a través de su personaje principal femenino, Mila, la búsqueda de la propia invidualidad y la lucha de la mujer dentro de su entorno social. Fue premiada con el premio Fastenrath en 1909 y traducida a varios idiomas. 
El corpus narrativo se presenta coherente y cohesionado a través de diversos ejes temáticos como la locura, la violencia, el tratamiento del entorno, el destino. Al igual que Solitud, sus narraciones, que ella denominó dramas rurales (título de su primera colección en 1902), son intensamente originales y llenos de fuerza.
Sin embargo, la soltería persistente y la fuerza expresiva calificada de "viril" propiciaron una cierta leyenda fruto de la sorpresa y el malestar de los críticos ante una mujer que escribía con tanto desparpajo. Desde el principio, la temática recurrente en torno a la mujer y el mundo rural rezuma una visión profundamente pesimista y amarga del individuo y la sociedad, lejos de idealizaciones bucólicas y profundamente arraigada en la tierra, que hay que relacionar con Guy de Maupassant y Henrik Ibsen. Se trata del determinismo naturalista junto con una concepción simbólica que remite a un fatalismo cósmico que engloba y domina el sentido de la vida humana.

## Obras

### Modernismo

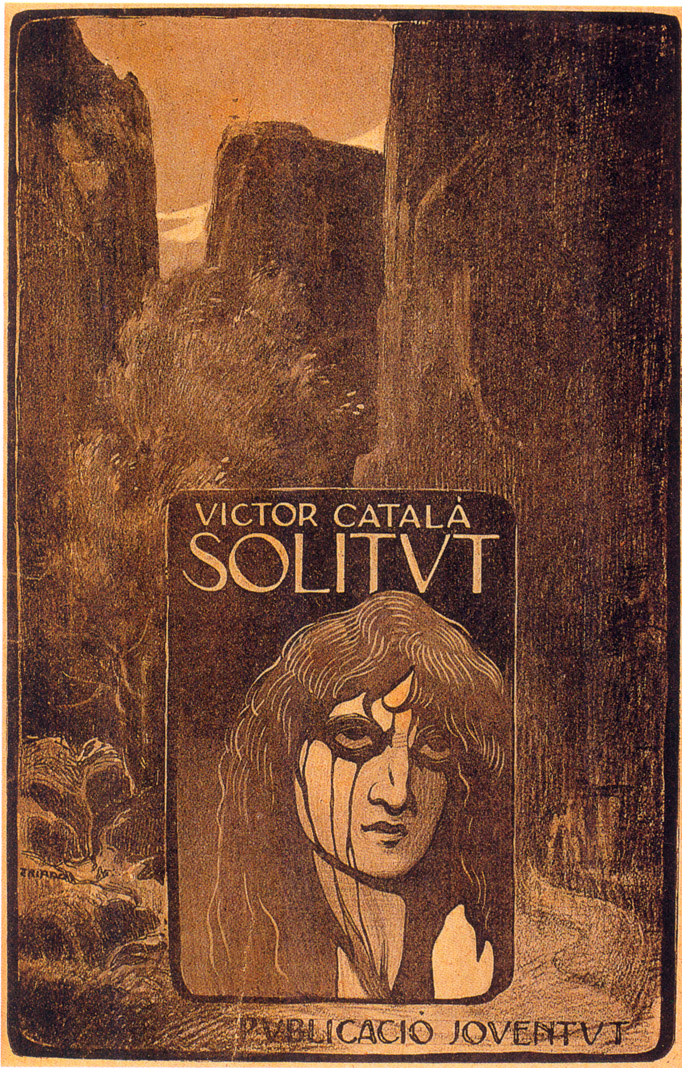
Portada de Solitud (1905)

- El cant dels mesos (1901), poemario.

- Llibre Blanc-Policromi-Tríptic (1905), poemario.
- Quatre monòlegs (1901), colección de monólogos dramáticos.
- Drames rurals (1902), colección de cuentos.
- Ombrívoles (1904), colección de cuentos.
- Caires Vius (1907), colección de cuentos.
- Solitud (1905), novela.

### De 1907 hasta la Guerra Civil
- La mare Balena (1920), colección de cuentos.
- Un film (3.000 metres) (1926), novela.
- Marines (1928), antología.
- Contrallums (1930), colección de cuentos.

### Postguerra
- Retablo (1944), colección de cuentos en castellano.
- Mosaic (1946), prosas literarias.
- Vida mòlta (1950), colección de cuentos.
- Jubileu (1951), colección de cuentos.
- Obres completes (1951).
- Obres completes (?).

### Obras póstumas
- Quincalla. Mil adagis per aprendre vocabulari (2005). Selección y prólogo de Luis Albert, revisados y glosados por Joaquín Armengol (Barcelona: Edicions 62).

## Premios y reconocimientos
- 1898 9º Certamen Literario de Olot (monólogo más original): La infanticida
- 1898 9º Certamen Literario de Olot (premio de tema libre): Poema «El llibre nou»
- 1903 Copa Artística (Juegos Florales de Barcelona): Marines
- 1909 Premi Fastenrath (Jocs Florals de Barcelona)
- 1918 Juegos Florales de Barcelona (2º accessit, Englantina de oro): Poema «Cavalls del port»

## Vida personal
Murió en su pueblo natal en 1966. Fue enterrada en el cementerio viejo de L'Escala.